# A zonzo per Mosca
A zonzo per Mosca (in russo Я шагаю по Москве?, Ja šagaju po Moskve) è un film sovietico del 1964 diretto da Georgij Danelija e prodotto dagli studi della Mosfil'm. È considerato una colonna portante del cinema dell'epoca del Disgelo, e la canzone cantata alla fine del film è conosciuta da ogni russo. Il film fu presentato al Festival di Cannes del 1964 e vinse il premio per la miglior fotografia.

## Trama
Kolja, un giovanissimo operaio che lavora nei cantieri della metropolitana, è reduce da un turno di notte e sul vagone del treno che lo porta a casa incontra Volodja, un ragazzo che arriva dalla Siberia ed è di passaggio a Mosca. I due chiacchierano e Kolja si offre di accompagnare l'altro per un tratto di strada.
Mentre i due attraversano un parco, un cane che era tenuto a guinzaglio da un ragazzino si lancia verso i giovani e con un morso strappa i calzoni di Volodja il quale prende l'inconveniente con filosofia.
Giunto a casa Kolja pregusta una bella dormita ma ad aspettarlo c'è un altro problema: il suo amico Saša, che sta per sposarsi, ha ricevuto la chiamata per il servizio militare ed è nel panico. Bisogna che si sposi la sera stessa e chiede all'amico di andare con lui ai magazzini GUM per comprare il vestito.
Prima però passano al distretto militare dove Saša ottiene il rinvio di un mese.
Giunti al GUM incontrano di nuovo Volodja che viene invitato al matrimonio di Saša. I tre si dirigono dunque al reparto dischi dove lavora Alëna di cui Kolja è innamorato ma alla quale non si è dichiarato. La scintilla però scocca tra Alëna e Volodja che si scopre essere uno scrittore in erba che ha appena pubblicato un racconto sulla rivista letteraria “Junost'” ("Gioventù").
Passato ormai il sonno, Kolja decide di accompagnare Volodja a casa di un importante critico letterario, lo scrittore Voronov.
Nel frattempo le nozze di Saša sono messe a rischio da un litigio al telefono tra i due fidanzati e il giovane prende la decisione di partire subito per la leva.
La sera, al Parco Gorky, i ragazzi vengono coinvolti in un grosso equivoco e scambiati per dei ladri da un uomo piuttosto ansioso che si era spaventato perché Kolja, passeggiando dietro di lui, aveva detto di essere in grado di ipnotizzare le persone.
Alla fine della giornata sono nate nuove amicizie e nuovi amori e i protagonisti si dividono per, forse, incontrarsi di nuovo in futuro. Kolja scende in metropolitana e si prepara a un nuovo turno di lavoro.